# اما کانیف
اما کانیف (انگلیسی: Emma Cunniffe؛ زادهٔ ۳ ژوئیهٔ ۱۹۷۳) بازیگر اهل انگلستان است.
از فیلم‌ها یا برنامه‌های تلویزیونی که وی در آن نقش داشته‌است، می‌توان به پوآرو، رخنه‌گر، شاهد خاموش، خیابان کورونیشن، پدر براون، دکتر هو و خانم مارکس اشاره کرد.